# BMW R 23
BMW R 23 – produkowany od 1938 do 1940 jednocylindrowy motocykl firmy BMW będący następcą modelu BMW R 20. Choć od 1938 dla motocykli o pojemności do 200 cm³ zlikwidowano zwolnienie podatkowe i wprowadzono konieczność posiadania prawa jazdy, wprowadzono również nowe prawo jazdy na motocykle o pojemności do 250 cm³. BMW wykorzystało okazję i powiększyło pojemność silnika.

## Historia
Sprzedano 8021 sztuk w cenie 750 Reichsmarek. Po dwóch latach produkcji zakończyła się produkcja jednocylindrowych BMW. W 1948 R23 stał się podstawą konstrukcji modelu R24, który zapoczątkował powojenną produkcje motocykli BMW.

## Konstrukcja
Jednocylindrowy silnik górnozaworowy o mocy 10 KM. Suche sprzęgło jednotarczowe połączone z 3-biegową, sterowaną nożnie skrzynią biegów. Napęd koła tylnego wałem Kardana. Rama z tłoczonych profili stalowych ze sztywnym zawieszeniem tylnego koła i teleskopowym przedniego koła. Prędkość maksymalna 95 km/h.
Układ przeniesienia napędu, podwozie, hamulce, przedni widelec i zapłon były identyczne jak w modelu BMW R 20. Dzięki temu dostępne były również zestawy do przebudowy R20 na R23.